# 安氏異冠吻鱈
安氏異冠吻鱈，為輻鰭魚綱鱈形目鼠尾鱈科的其中一種。

## 分布
本魚僅分布於澳洲南部及紐西蘭。

## 特徵
本魚頭部大，佈滿許多若棘或無棘的鱗片；口小，下位可突出，無頦鬚。吻長而尖，吻部尖端無硬棘。齒為錐狀，小而尖細，多列排成窄的齒帶。鰓條骨有7條。魚體有4列擴大特化之強棘鱗，體背側及腹部中央各1列，兩胸鰭之基底後方各1列。腹鰭甚小不發達，有一延長呈絲狀的鰭條。無發光器，肛門緊鄰臀鰭前。體為棕色，各鰭均為深棕色，體長可達26公分。

## 生態
棲息於13030~1484公尺間的海域，深海底棲性。數量相當稀少。

## 經濟利用
僅有學術價值，無經濟價值。